# Монастырь Виттихен
Монастырь Виттихен — бывший монастырь ордена Клариссинок в Виттихене близ Шенкенцелля в Шварцвальде.
Монастырь был основан блаженной Луитгардой Виттихенской в 1324 году. Согласно преданию, Бог сказал на месте монастыря Луитгарде: «Здесь ты должна построить дом для меня!».

## Галерея
- Длинное здание
- Могила Луитгарды Виттихенской
- Монастырский музей в старом здании  монастыря
- Внутри монастырского храма